# Кадров Дмитро Пантелійович
Дмитро́ Пантелі́йович Кадро́в (нар. 14 серпня 1914 — пом. 6 жовтня 1993) — у роки німецько-радянської війни командир відділення 595-го окремого саперного батальйону 311-ї стрілецької дивізії 8-ї армії, повний кавалер ордена Слави.

## Біографія
Дмитро Пантелійович Кадров народився 14 серпня 1914 року в селі Сирове Ананьївського повіту Херсонської губернії в селянській родині. Українець. Після закінчення 4-річної школи, працював у місцевому колгоспі, був бригадиром.
В 1940 році призваний до лав Червоної Армії і направлений в м. Ленінград. Коли почалась Німецько-радянська війна, брав участь в героїчній обороні Ленінграда.
Командир відділення окремого саперного батальйону 311-ї стрілецької дивізії (8-а армія, Волховський фронт) молодший сержант Кадров 11 лютого 1944 року біля с. Закибьє й Ушло за 22 км північніше міста Сольці Ленінградської області) під кулеметним вогнем ворога встановив 37 протипіхотних мін, чим загородив шлях наступаючому ворогу. Діючи в складі лижного батальйону, 5 разів прокладав проходи в мінних полях супротивника. 29 лютого 1944 року нагороджений орденом Слави 3-го ступеня.
Командир відділення окремого саперного батальйону 311-ї стрілецької дивизии (61-а армія, 1-й Білоруський фронт) сержант Кадров 24-26 січня 1945 року діючи в складі розвідувальної групи в районі населеного пункту Конари, 11 км північніше міста Варка (Польща), проклав проходи в мінних полях ворога, завдяки чому стрілецькими підрозділами було захоплено острів на річці Вісла. 21 лютого 1945 року нагороджений орденом Слави 2-го ступеня.
14 квітня 1945 року старший сержант Кадров під кулеметним вогнем переправив на лівий беріг річки Одер південніше міста Шведт (Німеччина) групу розвідників. Зробив у мінному полі проходи, чим сприяв успішному виконанню групою бойового завдання. В цьому ж бою був важко поранений. 15 травня 1946 року нагороджений орденом Слави 1-го ступеня.
В 1945 році демобілізувався. Повернувся в рідне село, де до виходу на пенсію працював бригадиром рільничої бригади колгоспу «Шляхом Леніна».
Помер 6 жовтня 1993 року.

## Нагороди
Нагороджений орденами Леніна, Жовтневої Революції, Трудового Червоного Прапора, Вітчизняної війни 1-го ступеня, Червоної Зірки, «Знак Пошани», Слави трьох ступенів і медалями.